# Östermalm
Östermalm is een stadsdeel (stadsdelsområde) in de binnenstad van Stockholm, ten oosten van het centrum. In 2005 had Östermalm 61.490 inwoners. De naam betekent 'Oostereiland' en al in 1640 werd er begonnen met de bouw van huizen.
Een bekend eiland dat bij Östermalm hoort is Djurgården.

## Districten
Östermalm is opgedeeld in vijf districten:
- Djurgården
- Hjorthagen
- Ladugårdsgärdet (in de volksmond beter bekend als Gärdet)
- Norra Djurgården

## Bekende (oud)inwoner
- Stig Bergling, voormalig politieman en spion voor de Sovjet-Unie

Stockholm-Oost:
Södermalm · 
Kungsholmen · 
Norrmalm · 
Östermalm

Stockholm-Zuid:
Enskede-Årsta-Vantör · 
Farsta · 
Hägersten-Liljeholmen · 
Skarpnäck · 
Skärholmen · 
Älvsjö

Stockholm-West:
Bromma · 
Hässelby-Vällingby · 
Rinkeby-Kista · 
Spånga-Tensta